# Literaturpreis des Kantons Bern
Der Literaturpreis des Kantons Bern wird seit 2005 jährlich von der deutschsprachigen Literaturkommission des Kantons Bern in Zusammenarbeit mit dem Amt für Kultur vergeben. 

## Hintergrund
Es werden Werke, Texte, Produkte oder Programme von Berner Literaturschaffenden ausgezeichnet. In die Bewertung werden Bücher, Hörbücher, Hörspiele, Theatertexte, literarische Kleinformen und performative Literatur sowie Übersetzungen einbezogen. Der Preis gehört zusammen mit dem Grossen Literaturpreis von Stadt und Kanton Bern sowie den Berner Schreibstipendien (Schreib- und Mentorenförderung) zur Kulturförderung im Bereich der Literaturschaffenden im Kanton. Der Preis kann mehrfach vergeben werden und ist mit jeweils CHF 10'000.- dotiert.

## Preisträger (Auswahl)
- 2016: Martin Bieri, Regina Dürig, Reto Finger, Dagny Gioulami, Meral Kureyshi, Armin Senser.
  - Prix Trouvaille: Lorenz Pauli.[2]

- 2017: Wolfram Höll, Jonas Lüscher, Luise Maier, Armin Senser, Ariane von Graffenried, Matthias Zschokke.
  - Prix Trouvaille: Benedikt Eppenberger, Gregor Gilg, Barbara Schrag; für ihre Graphic Novel.

- 2018: Gornaya, Bettina Gugger, Lukas Hartmann, Barbara Lutz, Beat Sterchi, Raphael Urweider. 
  - Anerkennungspreis: Fredi Lerch.

- 2019: Mirko Beetschen, Ariane von Graffenried gemeinsam mit Martin Bieri, Franz Dodel, Jürg Halter, Rolf Hermann, Li Mollet, Paul Wittwer.[3]

- 2020: Fitzgerald&Rimini, Julia Haenni, Eva Maria Leuenberger, Sunil Mann, Giuliano Musio, Regula Portillo.
  - Spezialpreis: Paul Ott.[4][5]
- 2021: Carol Blanc, Arno Camenisch, Regina Dürig, Jessica Jurassica, Pedro Lenz und Lorenz Pauli.
  - Spezialpreis: Fork Burke, Myriam Diarra und Franziska Schutzbach.[6]
- 2022: Martin Bieri, Thomas Duarte, Eva Maria Leuenberger, Johanna Schaible, Noemi Somalvico, Amanda Wettstein.[7]

- 2023: Händl Klaus, Lukas Bärfuss, Andri Beyeler, Kim de l’Horizon, Sarah Elena Müller und Saskia Winkelmann[8]